# Chailloué
Chailloué és un municipi francès situat al departament de l'Orne i a la regió de Normandia. L'any 2007 tenia 522 habitants.

## Demografia

### Població
El 2007 la població de fet de Chailloué era de 522 persones. Hi havia 200 famílies de les quals 48 eren unipersonals (20 homes vivint sols i 28 dones vivint soles), 56 parelles sense fills, 84 parelles amb fills i 12 famílies monoparentals amb fills.
La població ha evolucionat segons el següent gràfic:
Habitants censats

### Habitatges
El 2007 hi havia 237 habitatges, 198 eren l'habitatge principal de la família, 17 eren segones residències i 22 estaven desocupats. 235 eren cases i 2 eren apartaments. Dels 198 habitatges principals, 152 estaven ocupats pels seus propietaris, 42 estaven llogats i ocupats pels llogaters i 4 estaven cedits a títol gratuït; 6 tenien dues cambres, 23 en tenien tres, 69 en tenien quatre i 100 en tenien cinc o més. 136 habitatges disposaven pel capbaix d'una plaça de pàrquing. A 72 habitatges hi havia un automòbil i a 100 n'hi havia dos o més.

### Piràmide de població
La piràmide de població per edats i sexe el 2009 era:
| Homes | Edats   | Dones |
| ----- | ------- | ----- |
| 0     | 95 o +  | 0     |
| 0     | 90 a 94 | 0     |
| 0     | 85 a 89 | 0     |
| 0     | 80 a 84 | 4     |
| 0     | 75 a 79 | 12    |
| 12    | 70 a 74 | 8     |
| 16    | 65 a 69 | 16    |
| 12    | 60 a 64 | 20    |
| 12    | 55 a 59 | 12    |
| 12    | 50 a 54 | 8     |
| 12    | 45 a 49 | 16    |
| 24    | 40 a 44 | 16    |
| 8     | 35 a 39 | 12    |
| 20    | 30 a 34 | 12    |
| 8     | 25 a 29 | 16    |
| 20    | 20 a 24 | 12    |
| 24    | 15 a 19 | 16    |
| 16    | 10 a 14 | 12    |
| 24    | 5 a 9   | 16    |
| 12    | 0 a 4   | 20    |

## Economia
El 2007 la població en edat de treballar era de 329 persones, 246 eren actives i 83 eren inactives. De les 246 persones actives 230 estaven ocupades (127 homes i 103 dones) i 16 estaven aturades (4 homes i 12 dones). De les 83 persones inactives 38 estaven jubilades, 19 estaven estudiant i 26 estaven classificades com a «altres inactius».

### Ingressos
El 2009 a Chailloué hi havia 214 unitats fiscals que integraven 559 persones, la mediana anual d'ingressos fiscals per persona era de 16.098 €.

### Activitats econòmiques
Dels 26 establiments que hi havia el 2007, 1 era d'una empresa extractiva, 4 d'empreses de fabricació d'altres productes industrials, 5 d'empreses de construcció, 3 d'empreses de comerç i reparació d'automòbils, 4 d'empreses de transport, 1 d'una empresa d'hostatgeria i restauració, 1 d'una empresa d'informació i comunicació, 1 d'una empresa financera, 1 d'una empresa immobiliària, 2 d'empreses de serveis, 1 d'una entitat de l'administració pública i 2 d'empreses classificades com a «altres activitats de serveis».
Dels 13 establiments de servei als particulars que hi havia el 2009, 1 era una oficina de correu, 1 funerària, 3 tallers de reparació d'automòbils i de material agrícola, 1 paleta, 2 fusteries, 1 lampisteria, 1 electricista, 1 veterinari, 1 restaurant i 1 agència immobiliària.
L'únic establiment comercial que hi havia el 2009 era una fleca.
L'any 2000 a Chailloué hi havia 13 explotacions agrícoles que ocupaven un total de 553 hectàrees.

## Equipaments sanitaris i escolars
El 2009 hi havia una escola elemental integrada dins d'un grup escolar amb les comunes properes formant una escola dispersa.

## Poblacions més properes
El següent diagrama mostra les poblacions més properes.